# Edward Marsh
Edward "Ed" Marsh (ur. 12 lutego 1874 w Filadelfii, zm. 10 października 1932 tamże) – amerykański wioślarz, złoty medalista olimpijski.
Wystąpił na igrzyskach olimpijskich w Paryżu w 1900, gdzie amerykańska osada Vesper Boat Club w składzie: William Carr, Harry DeBaecke, John Exley, John Geiger, Edwin Hedley, James Juvenal, Roscoe Lockwood, Edward Marsh i Louis Abell (sternik) zdobyła złoty medal w ósemkach ze sternikiem. Srebrnych medalistów, Belgów z Royal Club Nautique de Gand, Amerykanie wyprzedzili o 6 sekund. Był to jego jedyny start olimpijski.
Marsh sześciokrotnie zdobywał mistrzostwo kraju oraz dwukrotnie mistrzostwo Kanady. Pracował także jako trener.